# Ns-3
ns-3 (für englisch network simulator version 3) ist ein Open Source Simulations-Framework für Rechnernetze und der Nachfolger von ns-2. Der Fokus von ns-3 liegt auf der Simulation von IP-basierten Netzen und auf gute Übertragbarkeit der Simulationsmodelle in reale Implementierungen.
ns-3 ist unter der GPLv2 lizenziert und somit sowohl für kommerzielle als auch für nicht kommerzielle Projekte verfügbar. Die standardmäßig vorhandenen Simulationsmodelle decken weite Bereiche der Rechnernetze ab und umfassen neben z. B. IPv6, WiFi, 6LoWPAN auch Modelle für die Simulation des Energiebedarfs oder Bewegungsmodelle.